# Odwaga Lassie
Odwaga Lassie (ang. Courage of Lassie) – amerykański film familijny z 1946 roku.
Choć film nosi tytuł Odwaga Lassie, postać Lassie znana z powieści Eric Knighta i z wcześniejszych filmów, nie pojawia się w nim. 

## Treść
Mała Kathie Merrick przygarnia owczarka collie, nadaje mu imię Bill. Któregoś dnia pies zostaje potrącony przez samochód. Świadkowie zdarzenia zawożą go do weterynarza. Ponieważ nie znalazł się właściciel zwierzęcia, lekarz odsyła go do wojskowego ośrodka szkoleniowego. Po paru tygodniach Lassie wraz z opiekunem, sierżantem Smittym, zostają wysłani na Aleuty, gdzie trwa wojna z Japończykami.

## Obsada
- Elizabeth Taylor - Kathie Merrick,
- Frank Morgan - Harry MacBain,
- Tom Drake - Sierżant Smitty,
- Selena Royle - Pani Merrick,
- Harry Davenport - Sędzia Payson,
- George Cleveland - Starszy człowiek,
- Catherine McLeod - Alice Merrick